# Bart (Doubs)
Bart ist eine französische Gemeinde mit 2.015 Einwohnern (Stand: 1. Januar 2022) im Département Doubs in der Region Bourgogne-Franche-Comté.

## Geographie
Bart liegt auf 315 m, etwa drei Kilometer südwestlich der Stadt Montbéliard (Luftlinie). Das Dorf erstreckt sich am Westrand des Beckens von Montbéliard im Tal des Allan kurz vor seiner Mündung in den Doubs, am Ostfuß des Mont Bart und am Nordrand der äußersten Höhenzüge des Juras.
Die Fläche des 3,84 km² großen Gemeindegebiets umfasst einen Abschnitt des Allantals. Der zentrale Teil des Gebietes wird von der ungefähr ein Kilometer breiten flachen Talniederung des Allan eingenommen, der nach Süden fließt und von der Wasserstraße des Rhein-Rhône-Kanals begleitet wird. Bei Bart mündet von Westen her der Rupt. Nach Süden reicht der Gemeindeboden bis zum Zusammenfluss von Allan und Doubs. Östlich des Allan erstreckt sich das Gemeindeareal über eine Anhöhe in das breite Doubstal. Der westliche Gemeindeteil ist wesentlich stärker reliefiert und umfasst die bewaldeten Höhen der Forêt des Brusses (410 m) und des Mont Bart, auf dem mit 480 m die höchste Erhebung von Bart erreicht wird. Dazwischen befindet sich der Taleinschnitt des Rupt.
Nachbargemeinden von Bavans sind Sainte-Suzanne im Norden, Courcelles-lès-Montbéliard im Osten, Voujeaucourt im Süden sowie Bavans, Présentevillers und Dung im Westen.

## Geschichte
Verschiedene Funde weisen darauf hin, dass das Gemeindegebiet von Bart bereits in vorgeschichtlicher Zeit besiedelt war. Der Ortsname geht auf das keltische Wort bar (Hindernis, Erhebung) zurück. Erstmals urkundlich erwähnt wird Bart im Jahr 1150. Seit dem Mittelalter gehörte das Dorf zur Grafschaft Württemberg-Mömpelgard (Montbéliard). Schon früh ließ sich entlang dem Allan Gewerbe nieder, das von der Wasserkraft abhängig war (Mühlen, Sägereien). Zu Beginn des 17. Jahrhunderts wurde ein Eisenhammer gegründet, der sich im Lauf der Zeit zu einem Metall- und Stahlwerk entwickelte. Mit der Besetzung der Grafschaft Montbéliard gelangte Bart 1793 endgültig in französische Hand. Heute gehört das Dorf zum Gemeindeverband Pays de Montbéliard Agglomération.

## Sehenswürdigkeiten

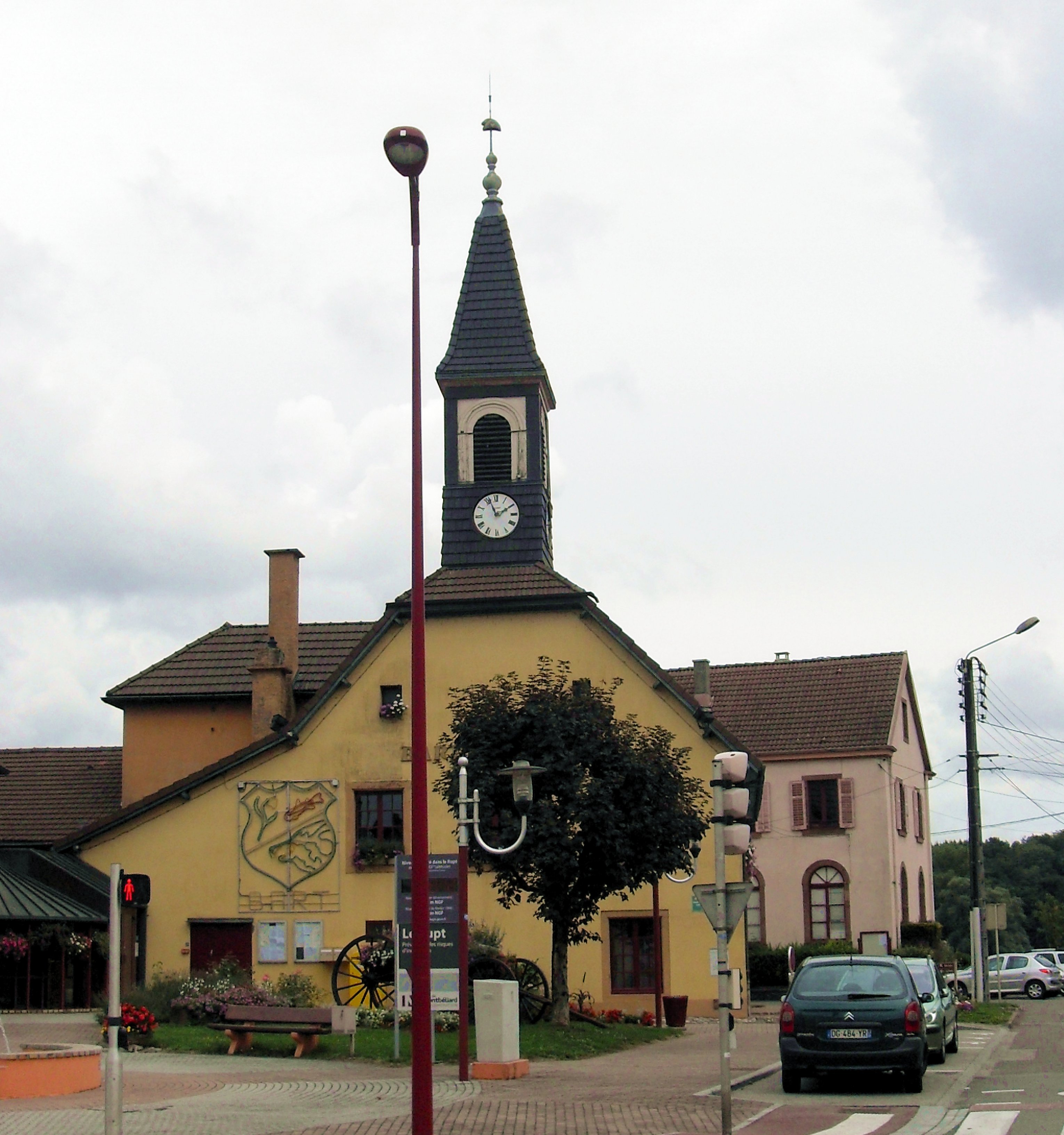
Uhrturm in Bart, heute das Postamt, dahinter lugt rechts hervor der kombinierte Bau aus Kirche und Schule

Der kombinierte Bau aus lutherischer Kirche (temple) und Schule in Bart wurde 1877 eingeweiht. Auf dem Mont Bart, jedoch knapp außerhalb des Gemeindegebietes, befindet sich das Fort du Mont Bart, das von 1873 bis 1877 als Teil des Festungssystems Belfort-Montbéliard erbaut wurde.

## Bevölkerung
| Jahr                       | 1962 | 1968 | 1975 | 1982 | 1990 | 1999 | 2004 | 2018 |
| Einwohner                  | 1385 | 1516 | 1852 | 1874 | 2074 | 2076 | 1966 | 1966 |
| Quellen: Cassini und INSEE |      |      |      |      |      |      |      |      |

Mit 2015 Einwohnern (Stand 1. Januar 2022) gehört Bart zu den mittelgroßen Gemeinden des Départements Doubs. Seit dem Beginn des 20. Jahrhunderts wurde eine kontinuierliche Bevölkerungszunahme verzeichnet (1901 wurden 597 Personen gezählt), die bis zu Beginn der 1990er Jahre anhielt. In der Zeit von 1950 bis 1990 wurde eine Verdoppelung der Einwohnerzahl registriert. Mitte der 1990er Jahre wurde mit rund 2100 Einwohnern der bisherige Höchststand erreicht. Seither wurde ein leichter Rückgang um etwas mehr als 5 % registriert. Heute ist das Siedlungsgebiet von Bart mit denjenigen von Sainte-Suzanne, Voujeaucourt und Bavans zusammengewachsen.

## Wirtschaft und Infrastruktur
Bart war schon im 19. Jahrhundert eine durch Industrie und Gewerbe geprägte Gemeinde. Industrie- und Gewerbezonen liegen entlang dem Allan und der Hauptstraße. Die zwischen dem Kanal und der Eisenbahnlinie gelegene Peugeot-Fabrik, die einst bis zu 1000 Personen beschäftigte, stellte ihren Betrieb ein. Das Gelände wurde von der Communauté d’Agglomération du Pays de Montbéliard aufgekauft, um es einer neuen Nutzung zuzuführen. In Bart sind Unternehmen der Branchen Bau und Architektur, Reinigung, Metall- und Holzverarbeitung und Feinmechanik vertreten. Daneben gibt es zahlreiche Geschäfte des Einzelhandels. Mittlerweile hat sich das Dorf auch zu einer Wohngemeinde gewandelt. Viele Erwerbstätige sind deshalb Wegpendler, die in der Agglomeration Montbéliard ihrer Arbeit nachgehen.
Die Ortschaft ist verkehrstechnisch gut erschlossen. Sie liegt an der RN 463, die von Montbéliard nach L’Isle-sur-le-Doubs und weiter nach Besançon führt. Der nächste Anschluss an die Autobahn A36 befindet sich in einer Entfernung von ungefähr fünf Kilometern. Weitere Straßenverbindungen bestehen mit Voujeaucourt, Arcey und Dung. Ein Teil der Pistenanlagen des Flugplatzes Montbéliard-Courcelles in der Talebene des Doubs befindet sich auf dem Gemeindeboden von Bart.